# Wolfgang Bulfon
Wolfgang Bulfon (ur. 2 stycznia 1946 w Klagenfurt am Wörthersee) – austriacki polityk, dziennikarz i samorządowiec, od 2007 do 2009 poseł do Parlamentu Europejskiego.

## Życiorys
Po ukończeniu szkoły średniej pracował krótko jako dziennikarz. Od 1969 zajmował się działalnością gospodarczą jako właściciel hotelu i restauracji. Zaangażował się w działalność Socjaldemokratycznej Partii Austrii. Był jej przewodniczącym w gminie targowej Velden am Wörther See, zasiadał we władzach powiatowych partii w Villach-Land. Był radnym w Velden am Wörther Se (1973–1997) i od 1979 jednocześnie zastępcą burmistrza. W latach 2003–2004 pełnił funkcję deputowanego do landtagu Karyntii.
W 2007 z ramienia socjaldemokratów objął mandat posła do Parlamentu Europejskiego. Był członkiem grupy socjalistycznej, pracował głównie w Komisji Zatrudnienia i Spraw Socjalnych. W PE zasiadał do 2009.